# Astérix: Le Domaine des dieux
Astérix - Le Domaine des Dieux (no Brasil, Asterix e o Domínio dos Deuses; em Portugal, Astérix: O Domínio dos Deuses) é um filme de animação computarizado em 3D franco-belga de 2014, estrelado pelo personagem Asterix, o Gaulês, dirigido e escrito por Alexandre Astier. É baseado na história em quadrinhos Astérix e o Domínio dos Deuses publicado pelo Goscinny e Uderzo. Ele foi o primeiro filme animado de Astérix em 3D. O filme foi lançado nos cinemas em 26 de novembro de 2014 por SND Films na França através de 696 salas de cinema. Ele ganhou US$7.64 milhões. Em Portugal, o filme foi exibido nos cinemas em 21 de maio de 2015, distribuída pela NOS Lusomundo Audiovisuais, S.A. e foi transmitido em DVD em 23 de setembro de 2015. No Brasil, o filme estreou no Festival Varilux de Cinema Francês, em 10 a 17 de junho de 2015, distribuído pela Bonfilm. O filme estrou nos cinemas brasileiros em 7 de abril de 2016.

## Enredo
O imperador romano Júlio César sempre quis derrotar os irredutíveis gauleses, mas jamais teve sucesso em seus planos de conquista. Até que, um dia, ele resolve mudar de estratégia. Ao invés de atacá-los, passa a oferecer os prazeres da civilização aos gauleses. Desta forma, Júlio César ordena a construção da Terra dos Deuses ao redor da vila gaulesa, de forma a impressioná-los e, assim, convencê-los a se unir ao império romano. Só que a dupla Asterix e Obelix não está nem um pouco disposta a cooperar com os planos de César.

## Elenco

### Francesa
- Roger Carel
- Lorànt Deutsch
- Laurent Lafitte
- Alexandre Astier
- Alain Chabat
- Elie Semoun
- Géraldine Nakache
- Artus de Penguern
- Lionnel Astier
- François Morel
- Guillaume Briat
- Florence Foresti
- Serge Papagalli
- Bernard Alane
- Laurent Morteau
- Arnaud Léonard
- Joëlle Sevilla
- Philippe Morier-Genoud
- Christophe Bourseiller
- Brice Fournier
- Olivier Saladin
- Florian Gazan
- Sébastien Lalanne
- Franck Pitiot
- Damien Gillard
- Oscar Pauwels
- Benjamin Gauthier
- Pascal Demolon
- Baptiste Lecaplain
- Louis Clichy
- Virginia Anderson
- Julien Meunier
- Martial Le Minoux
- Pauline Moingeon
- Vincent Ropion
- Christian Peythieu
- Jérémy Bardeau
- François Raison
- Matthieu Albertini
- Hervé Grull
- Juan Llorca
- Antoine Lelandais
- Magali Rosenzweig
- Céline Melloul
- Marie-Madeleine Burguet
- Delphine Braillon
- Axelle Bossard
- Brigitte Guedj
- Brigitte Lecordier
- Aurélie Valat
- Jean-Claude Donda

### Portuguesa
- Bruno Ferreira
- Carlos Macedo
- Carlos Vieira de Almeida
- Eduardo Madeira
- Henrique Mello
- José Jorge Duarte
- José Nobre
- Luís Lucas
- Luís Mascarenhas
- Mário Bomba
- Manuel Marques
- Miguel Nobre
- Mila Belo
- Paula Fonseca
- Peter Michael
- Romeu Vala
- Rui Paulo
- Sara Santos
- Sérgio Calvinho
- Simon Frankel

### Brasileira
- Alex Minei
- Carlos Silveira
- Caco Penha
- Cláudia Carli
- Fábio Moura
- Faduli Costa
- Felipe Grinnan
- Fernando Peron
- Francisco Júnior
- Gilberto Baroli
- Gilmara Sanches
- Guilherme Lopes
- Hamilton Ricardo
- Hélio Vaccari
- Luiz Antonio Lobue
- Maria Lidia
- Paulo Porto
- Ramon Campos
- Raquel Marinho
- Renato Cavalcanti
- Renato Márcio
- Roberto Leite
- Rodrigo Araújo
- Vagner Santos
- Diretora de Dublagem: Gilmara Sanches
- Locutor: Vagner Santos
- Estúdio: Lexx, São Paulo